# Paweł Gaca
Paweł Gaca (ur. 5 października 1917 r. w Radlinie, zm. 11 sierpnia 2008 tamże) – gimnastyk, trener, sędzia, olimpijczyk z Helsinek 1952.

## Życiorys
Urodził się 5 października 1917 r. w Radlinie. Przed II wojną światową był zawodnikiem klubu Gimnastycznego Radlin. W 1937 roku zadebiutował na Mistrzostwach Polski, wygrywając skok przez konia, a w wieloboju, który składał się wówczas z 12 konkurencji. Na mistrzostwach kraju zajął 11. miejsce. Reprezentant Polski na mistrzostwach świata w 1938 r. w Pradze podczas których zajął w wieloboju drużynowym 5 miejsce i 40 miejsce w indywidualnym.  Podczas II wojny światowej  trafił na front.  Walczył w oddziałach polskich we Włoszech. W 1952 roku wystąpił na   igrzyskach olimpijskich w Helsinkach. Na początku 1952 otrzymał tytuł mistrza sportu. Po zakończeniu kariery został trenerem i sędzią. Po zakończeniu kariery zawodniczej poświęcił się pracy trenerskiej. Był trenerem kadry narodowej podczas igrzysk olimpijskich w Rzymie 1960 i Meksyku 1968. Został odznaczony Krzyżem Kawalerskim Orderu Odrodzenia Polski, Złotym i Srebrnym Krzyżem Zasługi. Otrzymał tytuł Zasłużony Mistrz Sportu oraz Zasłużony Działacz Kultury Fizycznej. Zmarł 11 sierpnia 2008 i został pochowany na cmentarzu w Biertułtowach.

## Sukcesy
Reprezentant śląskich klubów: TG Sokół Biertułtowy i KG Radlin. Wielokrotny (24) mistrz Polski w :
- wieloboju (1947-1949,1951)
- skoku przez konia (1937,1947-1953)
- ćwiczeniach na poręczach (1948,1950)
- ćwiczeniach na koniu z łękami (1948,1950-1952)
- ćwiczeniach na kółkach (1947)
- ćwiczeniach wolnych (1938,1948-1950)
- ćwiczeniach na drążku (1951)

Na igrzyskach olimpijskich w 1952 r. w Helsinkach zajął w 6-boju drużynowym 13. miejsce, a indywidualnie:
- 113. miejsce w wieloboju
- 89. miejsce w ćwiczeniach wolnych
- 180. miejsce w ćwiczeniach na kółkach
- 55. miejsce w ćwiczeniach na koniu z łękami
- 73. miejsce w skoku przez konia
- 74. miejsce w ćwiczeniach na poręczach
- 67. miejsce w ćwiczeniach na drążku

Po zakończeniu kariery zawodniczej poświęcił się pracy trenerskiej. Był trenerem kadry narodowej podczas igrzysk olimpijskich w Rzymie 1960 i Meksyku 1968.
Odznaczony Krzyżem Kawalerskim Orderu Odrodzenia Polski i Złotym i Srebrnym Krzyżem Zasługi.